# 深圳清真寺
22°34′06″N 114°04′06″E / 22.568459°N 114.0682323°E

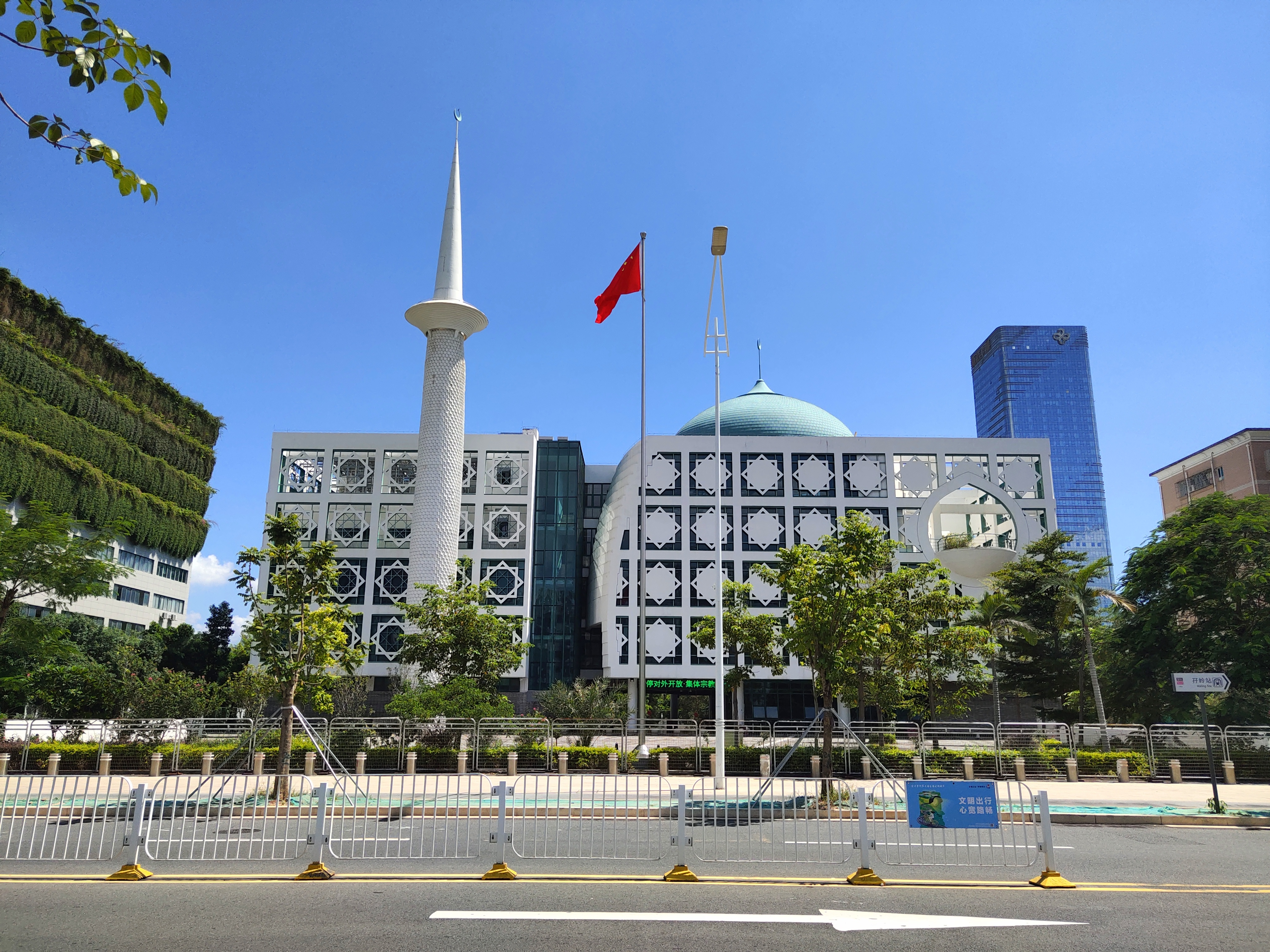
深圳清真寺

深圳清真寺位於中國廣東省深圳市福田區梅林路7號，是深圳市穆斯林主要禮拜場所。
由於深圳穆斯林人口增加，原來的建築已不敷應用，当局決定原址重建。2014年4月25日，新清真寺舉行動工儀式。
新清真寺佔地面積6,000多平方米，總造價近5,000萬元人民幣，其中國家撥款3,000萬，其餘包括深圳穆斯林、中外穆斯林捐款。是新中國成立以來廣東省首家政府出資興建的清真寺。新清真寺建成後，建築面積超過10,000平方米，樓高五層，地下一層。大殿可容纳5,000人以上集體禮拜。